# نام کیونگ پیل
نام کیونگ پیل (کره‌ای: 남경필؛ زادهٔ ۲۰ ژانویه ۱۹۶۵) سیاستمدار اهل کره جنوبی است که به عنوان سی و چهارمین فرماندار استان گیونگ‌گی از سال ۲۰۱۴ تا ۲۰۱۸ خدمت کرد. پیش از انتخاب به این سمت، او از سال ۱۹۹۸ نمایندهٔ مجلس ملی کره جنوبی از ناحیه پالدال بود. در سال ۲۰۱۶، به دلیل رسوایی رئیس‌جمهور وقت، پارک گون هه، از حزب سه‌نوری کناره‌گیری کرد و به همراه دیگر سیاستمداران محافظه‌کار منشعب‌شده از آن حزب، حزب جدید بارون را بنیان گذاشت.

## مجلس ملی
در ۲۱ ژوئیه ۱۹۹۸، یک انتخابات میان‌دوره‌ای در ناحیه پالدال برگزار شد تا جایگزین نمایندهٔ پیشین این حوزه، یعنی نام پیونگ وو (پدر نام کیونگ پیل) که در ۱۳ مارس ۱۹۹۸ درگذشته بود، مشخص شود. نام در این انتخابات با کسب ۲۱٬۳۵۶ رأی پیروز شد و تا ۱۵ مه ۲۰۱۴، یعنی چند هفته پیش از انتخابات فرمانداری، نمایندگی این حوزه را بر عهده داشت.

## انتخابات ریاست‌جمهوری ۲۰۱۷
در ۲۵ ژانویه ۲۰۱۷، نام کیونگ پیل اعلام کرد که در انتخابات ریاست‌جمهوری سال ۲۰۱۷ کره جنوبی نامزد می‌شود. یکی از وعده‌های اصلی او، تغییر نظام خدمت سربازی کره جنوبی از نظام اجباری به نظام داوطلبانه بود. او در مرحلهٔ مقدماتی حزب خود، از تنها رقیبش، نماینده یو سونگ مین شکست خورد.